# Aviador Dro
El Aviador Dro y Sus Obreros Especializados, también identificados como Aviador Dro, es un grupo de música electrónica de Madrid (España) fundado en 1979. Formado inicialmente por Servando Carballar (teclados), Arturo Lanz (voz), Gabriel Riaza (bajo) y Juan Carlos Sastre (guitarras) son los pioneros del pop electrónico en España en la estela de bandas norteamericanas como Devo, The Residents o los alemanes Kraftwerk.
Su nombre es un homenaje a la ópera L'aviatore Dro (1915) poema trágico en tres actos del compositor y musicólogo italiano Francesco Balilla Pratella (1880-1955).

## Historia

### Inicios
En 1976 un grupo de estudiantes del madrileño instituto de bachillerato Santamarca (entre los que se encuentran Servando Carballar, Alberto Flórez, Andrés García, Manuel Guío, Arturo Lanz y Alejandro Sacristán) deciden desarrollar sus inquietudes e ideas en el Ateneo Libertario de Mantuano, una antigua sede falangista, que ocupan. Comparten un interés común por la literatura de ciencia ficción y los movimientos de vanguardia de principios del siglo XX: futurismo, constructivismo, dadaísmo o el espacialismo. Bajo el nombre del colectivo literario "Expresión" editaron diversos fanzines inspirados en el dadaísmo, además de poemas visuales, relatos, artículos sobre divulgación científica o ciencia ficción.
Servando y Andrés forman al año siguiente el grupo de punk Alex y Los Drugos (en clara alusión a los personajes de la película La naranja mecánica dirigida por Stanley Kubrick en 1971) como medio más apropiado para difundir sus ideas. Sus grupos favoritos son Sex Pistols, The Stranglers, Blondie, así como bandas de Krautrock como Faust, Can o Neu!. Ensayan y realizan alguna actuación en el Ateneo Libertario con más ímpetu que resultados. Tras descubrir la música de grupos como Ultravox, Kraftwerk, Cabaret Voltaire, The Human League, The Residents, Throbbing Gristle, Tubeway Army o Devo Servando Carballar adquiere un órgano electrónico y funda, junto a Arturo Lanz, el grupo Holoplástico.
Arturo (voz) y Servando (órgano, sintetizadores, voces y programaciones) ponen un anuncio en una revista solicitando gente que le gustase el Krautrock. Dicho anuncio es respondido por Juan Carlos Sastre (guitarra) y Gabriel Riaza (bajo y voces) que se unen al dúo inicial. Posteriormente, se incorpora Andrés Noarbe (caja de ritmos), Manuel Guío (voces, teclados y vocoder) y Alberto Flórez (voz y percusión electrónica). Deciden cambiar el nombre del grupo eligiendo El Aviador Dro y Sus Obreros Especializados. Los primeros temas que componen son «Nuclear Sí» y «La Chica De Plexiglás», a los que le siguen otros como «Rosemary», «La visión», «Obsesión», «Electroshock» o «Hazme tu androide». Para autodenominarse los miembros de la banda adoptan nombres codificados: Sincrotrón, Biovac N, 32-32, Multiplexor, Hombre Dínamo, Placa Tumbler y Derflex Tipo Iarr.
El 1 de julio de 1979, coincidiendo con las primeras emisiones de Radio 3 de Radio Nacional de España, Xabier Moreno empieza a apoyar las escasas ediciones de discos de grupos españoles en sellos independientes como Chapa. Tras presenciar un ensayo de Aviador Dro Moreno les invita a realizar una sesión de grabación en los estudios de Radio Nacional de España. La sesión tiene lugar a principios de octubre, grabando 6 temas, entre ellos «Rosemary», «Obsesión», «La Chica De Plexiglás» y «Nuclear Sí». La maqueta se emite en el programa de Xabier Moreno acompañada de la primera entrevista del grupo. El sonido es totalmente inusual para un grupo español: pop electrónico, basado en instrumentos como órgano, sintetizadores, caja de ritmos, guitarra y bajo, con unas polémicas, ácidas y divertidas letras.

### Década 1980-1989
En junio de 1980 Aviador Dro se presentan al Concurso de Rock Provincia de Madrid, organizado por la Diputación, en el que consiguieron el tercer premio (por detrás de las bandas Gigante y Tótem). Firman un contrato discográfico con el sello Movieplay grabando tres sencillos que son producidos por Jesús Gómez. Durante la grabación algunos miembros se muestran en desacuerdo con el sonido del grupo. Finalmente se produce una escisión y la posterior fundación de Esplendor Geométrico, con Arturo Lanz, Gabriel Riaza y Juan Carlos Sastre, caracterizado por ofrecer sonidos electrónicos más radicales. Movieplay edita el primer sencillo de Aviador Dro, «La Chica De Plexiglás» con «Láser» en la cara B, al que le sigue un segundo, «La Visión», con «HAL 9000» en la cara B.
Se incorporan al grupo Alejandro Sacristán (CTA 102) y María Jesús Rodríguez (Metalina-2) a la "agresión estética" (escenificación de actuaciones), Andrés García (Fox Cycloide) a la voz, José Antonio Gómez (X) a la guitarra. Andrés Noarbe (Hombre Dínamo) abandona el grupo para continuar con sus estudios y Alberto Flórez Estrada (Derflex Tipo Iarr) le releva en la caja de ritmos.
En 1981 vuelven a distribuir una maqueta por las discográficas que es de nuevo rechazada. Servando monta un proyecto paralelo de música y teatro, denominado Los Iniciados, con formación variable de identidades desconocidas.
El 9 de marzo de 1981 se celebró en la sala Marquee (pre-Rock-Ola) de Madrid el 1er Simposium Tecno con el objetivo de tratar de reivindicar el pop electrónico, denominado “Tecno pop”, como una forma distinta de entender la Nueva Ola. En este encuentro, además de Aviador Dro, integraron el cartel los grupos El Humano Mecano, Oviformia Sci, Los Iniciados y La Terapia Humana. Durante la actuación de Aviador Dro (mientras tocaban «Anarquía En El Planeta») irrumpe en la sala la Guardia Civil y, bajo la Ley sobre peligrosidad y rehabilitación social, efectuaron una redada deteniendo a gente, entre ellos Ger Espada de Oviformia Sci, con el pretexto de que vestían raro o por tener pinta de homosexuales siendo llevados a la comisaría del madrileño barrio de Prosperidad.
En verano la banda rescinde su contrato con Movieplay y buscan una nueva compañía. Ante la falta de interés por parte de las discográficas deciden autofinanciarse la grabación de un LP en los estudios Doublewtronics, que pagan entre todos a plazos mensuales. El rechazo de las discográficas motiva, en enero de 1982, a fundar la primera compañía de música independiente española (Discos Radiactivos Organizados) DRO, la primera referencia de la cual fue el sencillo «Nuclear Sí». La tirada inicial fue de 1500 copias con portada fotocopiada y coloreada a mano en diversas combinaciones de colores. Posteriormente (en el mismo año) se hizo una 2ª edición de 500 copias con portada fotocopiada en cartulina amarilla y una 3ª con la portada impresa de un llamativo color naranja. Habiendo vendido más de 5000 copias de su primer sencillo Aviadro Dro deciden, además de autoeditarse sus propios discos, publicar trabajos de otros grupos que se encontraban en situaciones similares a ellos como Alphaville, Nacha Pop, Siniestro Total, Parálisis Permanente o Glutamato Ye-Yé. Fruto de este modelo la iniciativa de la autoedición se extiende y comienzan a surgir multitud de sellos independientes.
En sus actuaciones los componentes del grupo lucen monos negros y gafas de protección para trabajos industriales y lanzan al público panfletos y octavillas donde exponen sus planteamientos ideológicos de la "Revolución Dinámica", donde declaran su lucha contra el autoritarismo, el fascismo, la iglesia y las supersticiones, con consignas como: "¡Acción contra tradición!" o "¡Muerte al pasado!". Durante sus conciertos la gente no queda indiferente lo que desencadenaría episodios esporádicos como sucedió en Avilés, cuando el grupo debió abandonar su actuación bajo una lluvia de botellas de cristal durante la interpretación de su tema «Nuclear Sí».
Marta Cervera (Arcoíris), que se ocupaba de tareas logísticas de DRO, se incorpora a la banda (inicialmente en la escenificación en directo de temas y posteriormente a los teclados) para sustituir a Alejandro Sacristán (CTA 102), que debía viajar a México.
A principios de 1982, y bajo la producción nuevamente de Jesús Gómez, editan el maxisingle «Programa En Espiral». Finalmente, en octubre de 1982 editan su primer LP, Alas Sobre El Mundo, presentado en la propia carátula del disco como «un fascinante elepé de El Aviador Dro». Los temas del disco reflejan sus ideas antisistema y su pasión por la ciencia ficción y la mitología. A finales de 1982 y después de que Julián Ruiz, productor de artistas como Tino Casal, Azul y Negro o Alaska y los Pegamoides, viera a Aviador Dro actuando en la sala Golden de Madrid, deciden regrabar el tema «Selector De Frecuencias» de su primer álbum Alas sobre el mundo en dos versiones para baile (normal e instrumental) y editar el maxisingle «Selector De Frecuencias».
El éxito de «Selector De Frecuencias» les proporciona un gran número de actuaciones por toda España. Tras su gira, y de nuevo con Julián Ruiz en la producción, graban en 1983 el maxisingle «Amor Industrial», clara referencia al tema «Computer Love» del álbum Computer World de Kraftwerk. En la cara B de dicho maxisingle se incluyen temas de corte más experimental, producidos por Jesús Gómez, como «Arquitecto Acero» y «Envasados Al Vacío».
En marzo de 1983 se publica el EP promocional Pretérito Perfecto, en edición numerada y limitada a 2500 copias, que se distribuyó en la fiesta del primer aniversario de DRO y como regalo de bienvenida al club de fanes del grupo, denominado Club de Mutantes.
En diciembre de este año y con las ganancias obtenidas por el maxisingle «Selector De Frecuencias», editan su trabajo más ambicioso: una caja con presentación de lujo que incluía dos LP, un sencillo y un libreto, todo ello bajo el título Síntesis: La Producción Al Poder. Se trata de un disco conceptual presentado en una caja con un libreto de manifiestos de sus ideologías revolucionarias de cara al futuro (Síntesis de la Revolución Dinámica), un LP caracterizado en general por sus ritmos fáciles, sus melodías sencillas, pegadizas y repetitivas con letras basadas en la ciencia ficción y en situaciones futuristas (Tesis), un LP más experimental, con melodías obsesivas, duras e industriales, donde expresan sus ideas revolucionarias (Antítesis) y un sencillo («Síntesis»), que contiene la canción homónima en la que se unen las mezclas de los dos discos (formando la "síntesis perfectamente equilibrada") y la canción «En Equipo».
En 1984 realizan numerosos conciertos aunque, a nivel de grabación, ese año solo publicaron un maxisingle «Vortex» centrándose en la actividad emergente del sello DRO. Por su parte Servando Carballar participa en la creación de la compañía Dro-Soft una de las empresas españolas pioneras en el campo de la producción de videojuegos.
En febrero de 1985 DRO edita Cromosomas Salvajes, producido por Simón Boswell, Jesús Gómez y Julián Ruiz. Dicho álbum (considerado junto con Trance como los mejores de su carrera) contiene temas destacables (todos ellos lanzados como sencillos) como «Himno Aéreo», «La Ciudad En Movimiento» o «El Color De Tus Ojos Al Bailar». Este último tema se edita también en versión maxisingle por un subsello de Dro, Neón Danza, especializado en la publicación de discos de baile. Al poco tiempo de editarse el disco Andrés García (Fox Cycloide), vocalista principal, decide abandonar Aviador Dro encargándose Servando Carballar (Biovac N) definitivamente del tema vocal.
Este mismo año Servando Carballar, junto a Marta Cervera, Rafa Notario (La Gran Curva) y Juanjo Suárez (Ángeles Caídos), forman un grupo paralelo a Aviador Dro llamado "Lunes de Hierro", de sonido after-punk, new wave y electrónico, con el que editan un LP de nombre homónimo, del que destaca la canción "Salomé, otra vez", editada como sencillo.
A finales de año, los miembros de la Red Organizada de Mutantes, (R.O.M.), reciben como obsequio la casete "Intonarumore" (una clara referencia a la máquina de ruidos denominada Intonarumori inventada por el pintor y compositor futurista italiano Luigi Russolo), que contiene (entre otras) canciones como "La expansión naranja", "Desafío a la crítica" y "Qué vanguardistas somos", y un libreto con un nuevo manifiesto y diversas propuestas artísticas.
En 1986 la discográfica "Compañías Independientes Asociadas" publica un maxisingle, titulado ¡Abrrr!, que viene a ser una especie de experimento de "composición colectiva" en el que El Aviador Dro y Mar Otra Vez registran dos temas base por separado que luego son intercambiados por sorpresa para ser acabados por el otro grupo.
En diciembre de 1986 se edita "Ciudadanos del Imperio", el cual contiene sonidos más propios del pop-rock convencional que del tecno-pop al que nos tenían acostumbrados. Asimismo las composiciones de los temas ya no son exclusivas de Servando Carballar, sino que se reparten entre diversos componentes del grupo. La producción del disco ya no corre a cargo de Jesús Gómez, por primera vez desde los inicios del grupo (si se exceptúan las colaboraciones puntuales de Julián Ruiz y Simón Boswell), sino que se le encomienda a Fernando Arbex.
Una vez finalizada la grabación del álbum Alberto Flórez Estrada (Derflex Tipo Iarr) deja el grupo, entrando en su sustitución Juan Antonio Nieto (REP), ex componente de Alphaville y de Los Iniciados. También deja la formación Manuel Guío (Placa Tumbler).
En verano de 1987 (concretamente el 7 de julio) junto con The Stranglers, telonean a David Bowie en la actuación que tuvo lugar en el Mini Estadi del Futbol Club Barcelona.
Alejandro Sacristán (CTA 102) abandona la formación en 1987.
En marzo de 1988 se publica el álbum "Ingravidez", autoproducido por la propia banda, en el cual la composición de los temas se reparte casi equitativamente entre Servando Carballar (Biovac-N) y José Antonio Gómez-Sáenz (X). A partir de este disco se incorpora Mario Gil (Genociber F15), excomponente de La Mode, a los teclados.
En contraposición a los bajos momentos de la banda a nivel musical, el sello DRO ha crecido de una forma desaforada y se ha convertido en una discográfica de primer orden con una facturación millonaria. Surgen diferencias de criterio y de objetivos entre el equipo de trabajo del sello DRO, provocando la marcha del sello de Servando Carballar (Biovac N) y Marta Cervera (Arcoíris) y del grupo se van José Antonio Gómez Sáenz (X) y Juan Flórez Estrada (Laser 2000). Con el propósito de retomar el espíritu primigenio del sello DRO, Biovac N y Arcoíris crean un nuevo sello denominado "La Fábrica Magnética".

### Década 1990-1999
Cuando todo apuntaba a la disolución del grupo, después que sus dos últimos trabajos tuvieran una nula repercusión a nivel musical, bajo el nombre alterado de Aviador Dro 4000, aparece en 1991 un nuevo álbum "Trance", el cual es considerado por el grupo como su mejor disco. El grupo ha actualizado completamente su sonido, sobre todo gracias a Mario Gil (Genociber F15), que aporta mucha calidad y novedad al sonido y también a nivel compositivo y trabajo en el estudio de grabación. El disco está grabado en el estudio Reactor, propiedad de Servando Carballar (Biovac N) y Marta Cervera (Arcoíris).
Asimismo se reedita "Síntesis: La producción al poder", en formato de doble CD por "La Fábrica Magnética", con una portada diferente a la original en la que se incluían aparte de los temas originales la versión maxi de "Vortex" y "Síntesis" y 2 libretos de la Revolución Dinámica.
Durante el año 1992 sacan al mercado el maxisingle "Alter Ego"
y el recopilatorio "Primer Aliento", en el que se reunieron todas las grabaciones que realizó el Aviador Dro a lo largo del primer año de existencia de Discos Radiactivos Organizados (DRO), es decir, los temas contenidos en el sencillo "Nuclear si", en el maxisingle "Programa en espiral" y en el LP "Alas sobre el mundo".
En 1994 para conmemorar el decimoquinto aniversario del Aviador Dro se anuncia una actuación única en Madrid para el mes de mayo, la cual se lleva a cabo el día 10-05-1994, en la cual se graba el disco en directo "Cyberiada", el cual no llega a lanzarse hasta 1997, debido a la quiebra de su discográfica en ese momento "La Fábrica Magnética".
En dicho concierto con la entrada se regaló el Ep "Pálida" en edición especial limitada, con el subtítulo de "Quince años del brazo armado del tecno".
En septiembre se edita un nuevo maxisingle en un subsello dance de Fonomusic denominado Dee-Jay, el cual contenía tres mezclas ((club mutant mix), (hard club mix) y (vocal mix)) de La televisión es nutritiva, tema de su primer LP "Alas sobre el mundo". Se realiza una tirada de 500 copias que se retiran debido a un defecto en el prensaje.
Cabe destacar que en 1995 el líder de la banda Servando Carballar, después de la debacle económica que le supuso la quiebra de "La Fábrica Magnética", fundó "Generación X" una cadena de tiendas de cómics cuyo éxito en el tiempo le han convertido en el empresario del sector del cómic más potente de España, con su cadena de tiendas Generación X repartidas por diferentes ciudades, 10 de ellas en la Comunidad de Madrid.
En 1997 se edita al fin el disco en directo "Cyberiada" en el sello Lollipop, conteniendo temas de la actuación en la madrileña discoteca Pachá de mayo de 1994.
Asimismo durante este año se publica el EP titulado "Nestor el cyborg", con dos temas incluidos en disco "Cyberiada", 'Néstor el Cyborg' y 'La modelo', además de '22 Senderos' y 'Base Lunar', siendo estos dos últimos temas inéditos de las sesiones de grabación del álbum "Trance" de 1991.
En febrero de 1998, el Aviador Dro presenta en Madrid el disco "Materia Oscura", el cual recopila temas editados en sencillo entre los años 1982 y 1994. Parte de la actuación y una entrevista posterior se emiten en un programa de TV de Canal Satélite Digital. Los componentes del grupo asisten a la actuación de sus idolatrados Kraftwerk en el festival Sónar de Barcelona en junio. Ello y la positiva respuesta de los fanes a través de Internet les anima a continuar con el Aviador Dro, en una época en que la disolución del grupo era una posibilidad cercana.
Servando Carballar junto con su compañero Ismael Contreras lanzan un proyecto paralelo de pop oscuro: Krypton (en el cual llevaban trabajando desde finales de 1996). El nuevo grupo graba una maqueta y un EP-sencillo, autoeditado.
Con el disco doble "Opera Científica" editado en el recién creado sello Rompeolas, el Aviador Dro cumple su vigésimo aniversario. Contiene un CD que recopila los quince sencillos favoritos del grupo durante los citados veinte años y un CD que incluye seis temas nuevos, cuatro reconstrucciones actualizadas y otras tantas remezclas hechas por HD Substance, Shakermoon, Pez y Cio.
Ante la inminente sucesión de actuaciones y conciertos que se avecinaban (Genoma Tour), Mario Gil (Genociber F15) deja la banda absorbido por sus proyectos personales (sobre todo en televisión), siendo sustituido por Ismael Contreras (ATAT).
Desde el sello Lollipop, interesado en recuperar el catálogo del Aviador Dro, se edita el CD "Vano Temporal", recuperando grabaciones inéditas de hace 20 años, y además edita un par de CD-singles, uno con varias versiones de Amor industrial, y otro con los temas Radiante y Trance (directo en La Coruña).
Ese mismo año este año Lollipop reedita el recopilatorio "Primer Aliento", publicado originalmente en 1992.
Juan Antonio Nieto (REP) también abandona el grupo para afrontar su carrera musical en solitario y lo sustituye Jerónimo Ugalde (Nexus).

### Década 2000-2009
En otoño del 2000, el grupo graba "Mecanisburgo", que fue presentado el 5 de enero del año siguiente en el veterano festival riojano "Actual"  y puesto a la venta en marzo.
Se trata de un disco conceptual compuesto por un CD de canciones y un CD-ROM con un juego de rol futurista. Dicho CD-ROM incluye animaciones en 3D y descripciones detalladas de toda la ciudad de Mecanisburgo, su historia, sociedad, habitantes, etc.,  así como un sistema de creación por parte del usuario de nuevos personajes.
Durante el año 2002 El Aviador Dro realiza la gira ¡Qué Mutada! con los grupos L-Kan y La Monja Enana. La gira incluye la edición por parte de Pías Spain de un disco compartido por los tres grupos denominado  "¡Qué Mutada!" y la publicación de un cómic y de un álbum de cromos.
A finales de año, concretamente en noviembre, editan también el cómic "Fangoria/Aviador Dro, La Maldición del Necrocomicón" en clara alusión al libro mágico o grimorio ficticio denominado Necronomicón ideado por el escritor estadounidense H. P. Lovecraft.
En septiembre del 2003 realizan su primera gira fuera de España, el Radiactivo Tour, con conciertos en Alemania (Kaiserslautern, Erlangen, Berlín, Bochum y Hamburgo) y Suiza (Zúrich). Para esta gira el sello alemán Metawave publicó en una limitadísima edición de tan solo 315 copias, el sencillo de vinilo "Radiactivo Tour In Deutschland".
En 2004 fichan por la discográfica Subterfuge y editan el EP "Ultimátum a la Tierra" y el álbum "Confía en tus máquinas", siendo su gira de promoción una de las más extensas en la historia del grupo, llegando los dos años siguientes a actuar en Sudamérica y Norteamérica.
En 2005 realizaron una gira en Sudamérica que les llevó a actuar en México y Perú, coincidiendo con la misma se editó bajo el sello mexicano ATAT Records el disco recopilatorio llamado "Nuclear siempre". Al año siguiente la gira (denominada "Eléctrico Tour") fue en Estados Unidos, donde el sello de Chicago "Omega Point Records" editó el recopilatorio "¡Eléctrico! - The Best Of El Aviador Dro 1978-2006".
En el año 2007 la discográfica Subterfuge publica el álbum "Candidato Futurista", un disco temático que incluye, tal y como puede leerse en la portada "Once discursos políticos bailables", y realiza una serie de 6 vídeos con los consejos electorales del Candidato, disponibles en Youtube.
El tema Candidato Futurista fue finalista en la categoría de "Mejor tema de Música Electrónica" de la XII edición de los Premios de la Música celebrada el 3 de abril de 2008 en el auditorio del Centro Cultural Miguel Delibes de Valladolid.
Además publican ese mismo año un EP titulado "Aviador Dro vs Mystechs: El Combate del Siglo" en una edición limitada de 500 copias, compartido con la banda electropunk de Chicago, The Mystechs (tres temas inéditos por grupo) con quienes actúa en Madrid (Sala Low) y en L'Hospitalet de Llobregat (Sala Salamandra).
En 2008 Servando Carballar crea la compañía de edición de juegos de tablero “Gen X Games”, que edita y desarrolla juegos de mesa nacionales, encargándose personalmente del diseño de varios de los juegos publicados tales como "Mecanisburgo - Las Guerras Corporativas” (2008), “Luna Llena” (2009) o participa en el diseño de otros como “Airshow” (2011).
En noviembre ve la luz el juego de tablero "MECANISBURGO - Las Guerras Corporativas", basado en el mundo creado por El Aviador Dro. Su presentación se llevó a cabo en la "SPIEL '08", Feria de Juegos que se celebró en la ciudad alemana de Essen del 23 al 26 de octubre.
En 2009 cumplieron su trigésimo aniversario y lo celebraron por todo lo alto con una fiesta el día 18-12-2009 en la sala Joy Eslava de Madrid, reuniendo a casi todos los miembros antiguos de la banda y de este modo presentar su nuevo disco "Yo, Cyborg".
"Yo, Cyborg" es el título del álbum recopilatorio publicado en 2009 y editado por PIAS Spain, con un total de dieciocho temas, aunque entre ellos hay tres canciones nuevas, que son las tres primeras del disco y que se llaman "Otro mundo mejor", "Yo, Cyborg" y "Darwin y yo".

### Década 2010-actualidad
Su tema "Yo, Cyborg" fue premiado en la XIV edición de los Premios de la Música, en la categoría de mejor tema de música electrónica, cuya gala de entrega de premios se celebró el 14 de marzo de 2010 en el Teatro Calderón de Madrid.
En 2011 Alejandro Sacristán (CTA 102) regresa de nuevo a la formación tras su anterior etapa en el grupo que tuvo lugar entre 1980 y 1987.
A principios de 2012, Jerónimo Ugalde (Nexus), deja la banda tras once años como componente de la misma.
Tras la marcha de Nexus, Aviador Dro da a conocer su nuevo proyecto abierto y multidisciplinar, 'La Voz de la Ciencia', que se enmarca en la interconexión Arte Ciencia Tecnología y Sociedad (ACTS), sobre los desafíos científicos y tecnológicos del siglo XXI desde la óptica de su impacto en la sociedad y la mentalidad humana mediante una doble visión unificada, la científica y la artística. Se llevan a cabo conferencias y conciertos que sirven de presentación de su álbum titulado "La Voz de la Ciencia", que incluye aparte de trece nuevos retos científicos bailables, un libro de 169 páginas con dieciocho artículos para el futuro inmediato, firmados por personalidades de la ciencia tales como Rosalind Picard, Pedro Serena, Manuel Toharia, etc.
El día 22-03-2013, treinta y dos años (o 32 órbitas solares) después como rezaba el cartel publicitario del evento, se celebró el Simposium Tecno 2013, en el que se programó por la tarde, en el Flagship Store de Movistar de la Gran Vía madrileña, una mesa redonda de debate moderada por Alejandro Sacristán en el que participaron Jesús Ordovás, Servando Carballar, Luis Prosper, Tomás Fernando Flores, Nikky Schiller, Digital 21, José Manuel Costa y Luis Delgado. A la finalización del mismo siguió un concierto de "Radar". Por la noche tocaron en la sala El Sol: Oviformia Sci/Heroica, Nikky Schiller, Bretón Armada y Aviador Dro.
En 2015, trece años después de la gira ¡Qué Mutada! y del disco compartido con junto con L-Kan y La Monja Enana, se reúnen de nuevo las tres bandas bajo el nombre de "Supergrupo" (los tres grupos forman uno solo y firman los temas al unísono) y editan un disco autoproducido titulado "Crisis en autonomías infinitas".
También durante 2015 el sello Elefant Records, dentro de su colección "Recuerdos que olvidé" publica el doble recopilatorio titulado "Otros Mundos, Otras Estrellas (1979-1982)". El título del álbum hace referencia a una estrofa de su canción "Selector de frecuencias" cantada por María Jesús Rodríguez (Metalina 2) (... Quizás hoy llegues/donde yo no llegué/otros mundos/otras estrellas/para empezar otra vez/desde mucho más alto).
En el mes de abril de 2015 (concretamente del día 11 al 26) se celebró en el Parque de Atracciones de Madrid la primera edición del "Comicfan", en el cual Servando Carballar participó en su organización.  Dicho evento constaba de espectáculos de animación, talleres, encuentros con dibujantes, concursos de cosplay, exposiciones para los amantes del género de superhéroes, cómics y ciencia ficción, etc.
A finales de 2015, realizan juntamente con L-Kan y La Monja Enana una gira por México, con conciertos en Monterrey (28 de noviembre), Tijuana (29 de noviembre), México DF (4 de diciembre) y Toluca (5 de diciembre).
Desde 2016 están inmersos en la preparación de un ambicioso proyecto musical denominado "Tecnoxtitlán" en colaboración con el grupo mexicano Ford Proco.
En septiembre de 2016 la discográfica "Mecánica Records" radicada en la ciudad de Łódź en Polonia, anuncia la reedición de Cromosomas Salvajes, aunque el disco no estuvo disponible para su compra hasta el 5 de noviembre, en tres formatos distintos: (1) Vinilo: Limitado a 400 copias en funda "gatefold" con una postal exclusiva, un sticker y con todos los temas de la versión original, además del b-side 'Tejidos' y el tema inédito 'Europa arde en mi interior', que fue originalmente compuesto para el Concurso de Eurovision. (2) CD: Disponible en este formato por primera vez. Limitado a 400 copias en digipak con un póster/booklet y varios bonus tomados de los maxis. (3) Boxset: Caja de lujo limitada y numerada a solo 100 copias con el vinilo, el CD, una camiseta exclusiva (disponible en varias tallas), un fólder con panfletos, stickers y una postal firmada (tamaño A5). Todo dentro de una caja negra con impresión "hot stamping".
Durante el año 2019, coincidiendo con el 40 aniversario del grupo, realizan una gira conmemorativa que pasa por las ciudades de Madrid (inicio y final de gira), Barcelona, Granada, San Sebastián, Sevilla, Tenerife, Gran Canaria, Oviedo, Zaragoza, Tarragona y Bielefeld (Alemania). Siendo la primera de las actuaciones el 23 de marzo de 2019 en la sala Chango de Madrid. Realizan una actuación en la que repasan la trayectoria musical de la banda, la primera parte fue interpretada con el equipo que originalmente utilizaba el grupo en sus inicios. Los artistas invitados fueron Julián Hernández, Ana Curra, L-Kan y Ford Proco. Los antiguos miembros que participaron son Nexus y Metalina 2. Como obreros especializados invitados colaboraron M-Kan, Robert Proco y Ras para el cambio de backline. El diseño de vestuario lo llevó a cabo Virginia Córdoba.
El 1 de marzo de 2019 fueron invitados a leer el pregón inaugural del Carnaval de Madrid, acompañado de un showcase en el parque Berlín del barrio de Prosperidad.
El 17 de junio de 2019 la editorial La Felguera publica el libro "Anarquía Científica: La fascinante revolución tecno del Aviador Dro", coordinado por la periodista Patricia Godes. El diseño del logotipo del 40 aniversario lo realiza el dibujante gallego Xurxo Penalta.
El 29 de octubre de 2019 se da a conocer de forma oficial la publicación (para el 29 de noviembre) de un nuevo recopilatorio denominado "Futuro Perfecto" con el que celebran su 40 aniversario. El álbum (editado en formato CD, vinilo y digital) contiene nuevas grabaciones de los clásicos de su repertorio. Algunos de ellos (marcados con la A de Alpha) han sido producidos por David Kano (Cycle) e incluye colaboraciones de Guille Mostaza (Baila la guerra), Xoel López (Selector de frecuencias) y Olaya del grupo Axolotes Mexicanos (Programa en espiral). El resto del disco (marcados con la Ω de Omega) se completa con grabaciones recientes, registradas en directo en el estudio con los instrumentos analógicos con los que Aviador Dro inició su carrera musical.

## Miembros
Primera formación (1979-1980)
1. Sincrotrón (Arturo Lanz): Voz
2. Biovac N (Servando Carballar): Voz, coros, órgano, sintetizadores, programaciones
3. 32-32 (Juan Carlos Sastre): Guitarra
4. Multiplexor (Gabriel Riaza): Coros, Bajo
5. Hombre Dinamo (Andrés Noarbe): Caja de ritmos
6. Placa Tumbler (Manuel Guío): Coros, Teclados, Vocoder
7. Derflex Tipo IARR (Alberto Flórez Estrada): Coros, Batería Electrónica

Segunda formación (1980-1982)
1. Fox Cicloide (Andrés García): Voz
2. Biovac N (Servando Carballar)
3. X (José Antonio Gómez Sáenz): Guitarra
4. Placa Tumbler (Manuel Guío)
5. Derflex Tipo IARR (Alberto Flórez Estrada)
6. CTA 102 (Alejandro Sacristán): Estética Informativa
7. Metalina 2 (Mª Jesús Rodríguez): Estética Informativa, Información y Datos
8. Cyberjet (Miguel Ángel Gómez Sáenz): Sonido en directo.

Tercera formación (1982-1986)
1. Fox Cicloide (Andrés García)
2. Biovac N (Servando Carballar)
3. X (José Antonio Gómez Sáenz)
4. Arcoíris (Marta Cervera): Estética Informativa, Teclados
5. Placa Tumbler (Manuel Guío)
6. Derflex Tipo IARR (Alberto Flórez Estrada)
7. CTA 102 (Alejandro Sacristán)
8. Metalina 2 (Mª Jesús Rodríguez)
9. Cyberjet (Miguel Ángel Gómez Sáenz)

Cuarta formación (1986-1988)
1. Biovac N (Servando Carballar)
2. X (José Antonio Gómez Sáenz)
3. Arcoíris (Marta Cervera)
4. Láser 2000 (Juan Flórez Estrada): Guitarra
5. REP (Juan Antonio Nieto): Batería Electrónica
6. Cyberjet (Miguel Ángel Gómez Sáenz)

Quinta formación (1988-1999)
1. Biovac N (Servando Carballar)
2. Arcoíris (Marta Cervera)
3. Genocider/Genocyber F15 (Mario Gil): Teclados
4. REP (Juan Antonio Nieto)

Sexta formación (1999-2009)
1. Biovac N (Servando Carballar)
2. Arcoíris (Marta Cervera)
3. ATAT (Ismael Contreras): Teclados, Guitarra
4. Nexus (Jerónimo Ugalde): Batería Electrónica

Séptima formación (2009-2012)
1. Biovac N (Servando Carballar)
2. Arcoíris (Marta Cervera)
3. ATAT (Ismael Contreras): Teclados, Guitarra.
4. Nexus (Jerónimo Ugalde): Batería Electrónica (hasta febrero de 2012)
5. Genocider/Genocyber F15 (Mario Gil): Teclados
6. CTA 102 (Alejandro Sacristán) (desde 2011)

Octava formación (2012-actualidad)
1. Biovac N (Servando Carballar)
2. Arcoíris (Marta Cervera)
3. ATAT (Ismael Contreras)
4. Genocider/Genocyber F15 (Mario Gil)
5. CTA 102 (Alejandro Sacristán)

## Antiguos miembros
1. Sincrotón (1979-1980)
2. 32-32 (1979-1980)
3. Multiplexor (1979-1980)
4. Hombre Dinamo (1979-1980)
5. X (1980-1988)
6. Placa Tumbler (1979-1986)
7. Derflex Tipo IARR (1979-1986)
8. Fox Cicloide (1980-1986)
9. Metalina 2 (1980-1986)
10. Cyberjet (1980-1988)
11. Láser 2000 (1986-1988)
12. REP (1986-1999)
13. Nexus (1999-2012)